# Malva hirsuta
Malva hirsuta är en malvaväxtart som först beskrevs av Carl von Linné, och fick sitt nu gällande namn av Ernst Hans Ludwig Krause. Malva hirsuta ingår i Malvasläktet som ingår i familjen malvaväxter. Inga underarter finns listade i Catalogue of Life.